# فلورا غاري
فلورا غاري (بالإنجليزية: Flora Garry)‏ (30 سبتمبر 1900، أبردينشاير في المملكة المتحدة - 16 يونيو 2000 في المملكة المتحدة)؛ كاتِبة وشاعرة بريطانية. درست في جامعة أبردين.